# Gasteracantha
Gasteracantha är ett släkte av spindlar. Gasteracantha ingår i familjen hjulspindlar.

## Dottertaxa tillGasteracantha, i alfabetisk ordning[1]
- Gasteracantha aciculata
- Gasteracantha acutispina
- Gasteracantha audouini
- Gasteracantha beccarii
- Gasteracantha biloba
- Gasteracantha cancriformis
- Gasteracantha clarki
- Gasteracantha clavatrix
- Gasteracantha clavigera
- Gasteracantha crucigera
- Gasteracantha curvispina
- Gasteracantha curvistyla
- Gasteracantha cuspidata
- Gasteracantha dalyi
- Gasteracantha diadesmia
- Gasteracantha diardi
- Gasteracantha doriae
- Gasteracantha falcicornis
- Gasteracantha fasciata
- Gasteracantha flava
- Gasteracantha fornicata
- Gasteracantha frontata
- Gasteracantha gambeyi
- Gasteracantha geminata
- Gasteracantha hasselti
- Gasteracantha hecata
- Gasteracantha interrupta
- Gasteracantha irradiata
- Gasteracantha janopol
- Gasteracantha kuhli
- Gasteracantha lepelletieri
- Gasteracantha lunata
- Gasteracantha martensi
- Gasteracantha mediofusca
- Gasteracantha mengei
- Gasteracantha metallica
- Gasteracantha milvoides
- Gasteracantha notata
- Gasteracantha panisicca
- Gasteracantha parangdiadesmia
- Gasteracantha pentagona
- Gasteracantha picta
- Gasteracantha quadrispinosa
- Gasteracantha recurva
- Gasteracantha regalis
- Gasteracantha remifera
- Gasteracantha rhomboidea
- Gasteracantha rubrospinis
- Gasteracantha rufithorax
- Gasteracantha sacerdotalis
- Gasteracantha sanguinea
- Gasteracantha sanguinolenta
- Gasteracantha sapperi
- Gasteracantha sauteri
- Gasteracantha scintillans
- Gasteracantha signifera
- Gasteracantha simoni
- Gasteracantha sororna
- Gasteracantha sturi
- Gasteracantha subaequispina
- Gasteracantha taeniata
- Gasteracantha theisi
- Gasteracantha theisii
- Gasteracantha thomasinsulae
- Gasteracantha thorelli
- Gasteracantha tondanae
- Gasteracantha transversa
- Gasteracantha unguifera
- Gasteracantha versicolor
- Gasteracantha westringi